# 长船礁 (佛罗里达州)
长船礁（英語：Longboat Key），是美国佛罗里达州馬納提縣和薩拉索塔縣下属的一座城镇。建立于1955年。面积约为44.2平方公里（约合17平方英里）。根据2010年美国人口普查，该市有人口6,888人。论人口在本州排行第187。